# Petah Tikva Troopers 2016-2017
Questa voce raccoglie le informazioni riguardanti i Petah Tikva Troopers nelle competizioni ufficiali della stagione 2016-2017.

## Israel Football League 2016-2017

### Stagione regolare
| Be'er Sheva 10 dicembre 2016, ore 21:15 | Beersheva Black Swarm | 0 – 46 (0-8 0-8 0-14 0-16) referto | Petah Tikva Troopers | Micha Reisser Field (51 spett.) |

| Petah Tiqwa 16 dicembre 2016, ore 10:00 | Petah Tikva Troopers | 24 – 22 (6-8 0-6 6-8 12-0) referto | Judean Rebels | Stadio HaMoshava (24 spett.) |

| Ma'ale Adummim 22 dicembre 2016, ore 21:00 | Jerusalem Lions | 22 – 20 (0-8 10-6 0-6 12-0) referto | Petah Tikva Troopers | Toto Stadium (56 spett.) |

| Petah Tiqwa 5 gennaio 2017, ore 20:30 | Petah Tikva Troopers | 60 – 0 (8-0 22-0 16-0 14-0) referto | Mazkeret Batya Silverbacks | Stadio HaMoshava (38 spett.) |

| Petah Tiqwa 13 gennaio 2017, ore 10:00 | Petah Tikva Troopers | 60 – 30 (14-6 24-0 14-24 8-0) referto | Tel Aviv Pioneers | Stadio HaMoshava (45 spett.) |

| Ramat HaSharon 19 gennaio 2017, ore 20:00 | Ramat HaSharon Hammers | 22 – 42 (8-8 8-8 0-20 6-6) referto | Petah Tikva Troopers | Dudu Dotan (53 spett.) |

| Mazkeret Batya 4 febbraio 2017, ore 21:00 | Mazkeret Batya Silverbacks | 6 – 54 (0-22 0-16 6-8 0-8) referto | Petah Tikva Troopers | (17 spett.) |

| Petah Tiqwa 17 febbraio 2017, ore 10:00 | Petah Tikva Troopers | 58 – 0 (16-0 14-0 14-0 14-0) referto | Ramat HaSharon Hammers | Stadio HaMoshava (34 spett.) |

| Zikhron Ya'aqov 25 febbraio 2017, ore 21:15 | Haifa Underdogs | 14 – 55 (0-20 7-20 7-7 0-8) referto | Petah Tikva Troopers | Meir Shfeya (22 spett.) |

| Petah Tiqwa 9 marzo 2017, ore 20:30 | Petah Tikva Troopers | 36 – 0 | Beersheva Black Swarm | Stadio HaMoshava |

### Playoff
| 24 marzo 2017 | Petah Tikva Troopers | 32 – 44 | Tel Aviv Pioneers |  |

### Statistiche di squadra
| Competizione      | %Vittorie | In casa | In casa | In casa | In casa | In casa | In casa | In trasferta | In trasferta | In trasferta | In trasferta | In trasferta | In trasferta | Totale | Totale | Totale | Totale | Totale | Totale |
| Competizione      | %Vittorie | G       | V       | N       | P       | Pf      | Ps      | G            | V            | N            | P            | Pf           | Ps           | G      | V      | N      | P      | Pf     | Ps     |
| ----------------- | --------- | ------- | ------- | ------- | ------- | ------- | ------- | ------------ | ------------ | ------------ | ------------ | ------------ | ------------ | ------ | ------ | ------ | ------ | ------ | ------ |
| Stagione regolare | .900      | 5       | 5       | 0       | 0       | 238     | 52      | 5            | 4            | 0            | 1            | 217          | 64           | 10     | 9      | 0      | 1      | 455    | 116    |
| Playoff           | .000      | 1       | 0       | 0       | 1       | 32      | 44      | 0            | 0            | 0            | 0            | 0            | 0            | 1      | 0      | 0      | 1      | 32     | 44     |
| Totale            | .818      | 6       | 5       | 0       | 1       | 270     | 96      | 5            | 4            | 0            | 1            | 217          | 64           | 11     | 9      | 0      | 2      | 487    | 160    |